# Житинкин, Андрей Альбертович
Андре́й Альбе́ртович Жити́нкин (род. 18 ноября 1960, Владимир, СССР) — российский режиссёр, киноактёр и писатель; народный артист России (2007).

## Биография
Родился 18 ноября 1960 года во Владимире.
Родители — Альберт Александрович и Анастасия Константиновна Житинкины, были работниками Всесоюзного научно-исследовательского института синтетических смол. 
В 1982 году окончил актёрский, а в 1988 году — режиссёрский факультет Высшего театрального училища им. Б.Щукина (мастерская Е. Р. Симонова).
После окончания училища работал в Московском театре «Современник».
В 1988—1991 годах работал в Театре имени М. Ермоловой.
В 1991—2001 годах работал в Театре им. Моссовета.
В 2001—2003 годах — главный режиссёр Театра на Малой Бронной.
Работал в различных театрах, таких как Театр имени Е. Б. Вахтангова, «LA ’Театр», Московский театр Олега Табакова, Театр Сатиры, Театр Российской армии, Санкт-петербургский государственный Театр музыкальной комедии.
Режиссёр-постановщик Государственного академического Малого театра России.

## Награды и звания
- Народный артист Российской Федерации (21 мая 2007 года)[1]
- Заслуженный артист Российской Федерации (30 июля 1999 года)[5].

## Театральные работы
Режиссёр

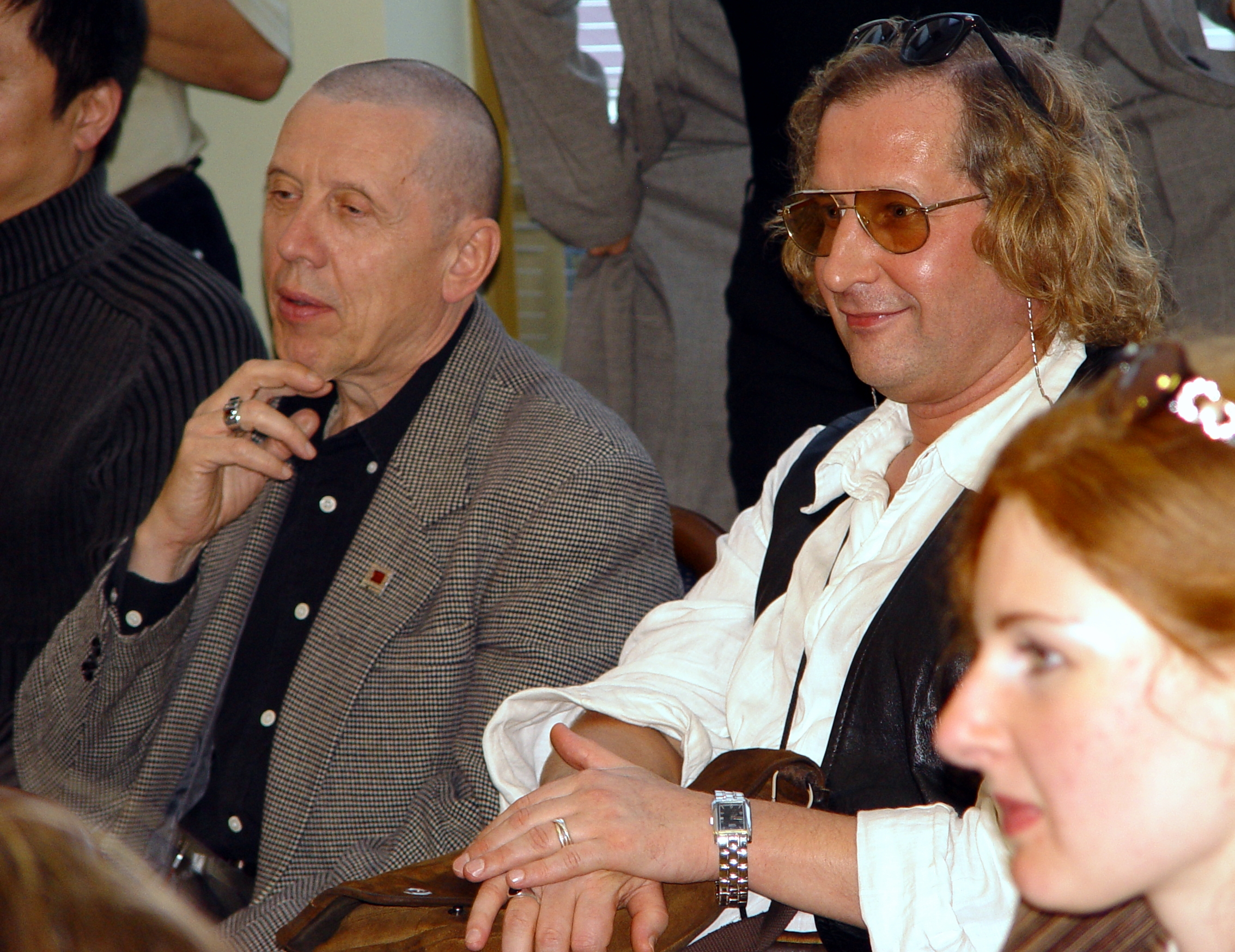
Валерий Золотухин и Андрей Житинкин на поэтическом вечере. Москва, 2005.

- 1988 — «Снег, Недалеко от тюрьмы» по пьесе Н. Климонтовича (Театр им. М.Ермоловой).
- 1990 — «Роковые яйца» по М. Булгакову (Театр им. М. Ермоловой).
- 1991 — «Калигула» по А. Камю (Театр им. М. Ермоловой).
- 1992 — «Собачий вальс» по Л. Андрееву (Театр им. Моссовета).
- 1993 — «Жёлтый ангел» по Н. Тэффи, А. Вертинскому (Театр им. Моссовета).
- 1993 — «Игра в жмурики» по пьесе М. Волохова (Москва, Париж — Театр «Де Женвилье»).
- 1994 — «Внезапно прошлым летом» по Т.Уильямсу (Театр им. Моссовета).
- 1994 — «Ночь трибад» по пьесе П.Энквиста.
- 1995 — «Поле битвы после победы принадлежит мародёрам» по пьесе Э.Радзинского (Театр Сатиры).
- 1995 — «Мой бедный Марат» по пьесе А.Арбузова (Театр им. Моссовета).
- 1995 — «Псих» по А.Минчину (Театр Олега Табакова).
- 1996 — «Он пришёл» по Д.Пристли (Театр им. Моссовета).
- 1996 — «Весёлые парни» по Н.Саймону (Театр им. Вахтангова).
- 1997 — «Двое с большой дороги» по пьесе В.Мережко.
- 1997 — «Старый квартал» по Т. Уильямсу (Театр Олега Табакова).
- 1997 — «Милый друг» по Г. Мопассану (театр им. Моссовета).
- 1997 — «Квартет для Лауры» по пьесе Г. Ару.
- 1998 — «Признания авантюриста Феликса Круля» по Т. Манну (Театр Олега Табакова).
- 1998 — «Бюро счастья» по А. Кристи (ПЕРВЫЙ МОСКОВСКИЙ МЮЗИКЛ).
- 1999 — «Венецианский купец» по У. Шекспиру (Театр им. Моссовета).
- 1999 — «Нижинский, сумасшедший божий клоун» по пьесе Г.Бламстейна (Театр на Малой Бронной).
- 2000 — «Чёрная невеста» по Ж. Аную (Театр им. Моссовета).
- 2000 — «Вышка Чикатило». Международный проект по пьесе М. Волохова для фестиваля авангарда в Сант-Аманд Моронд (Франция) и театра студии Рене Герра в Париже (2000)
- 2001 — «Портрет Дориана Грея» по О. Уайльду (Театр на Малой Бронной).
- 2001 — «Лулу» по Ф. Ведекинду (Театр на Малой Бронной).
- 2001 — «Метеор» по Ф. Дюрренматту (Театр на Малой Бронной).
- 2002 — «Калигула» по А. Камю (Театр на Малой Бронной).
- 2003 — «Анна Каренина» по Л. Толстому (Театр на Малой Бронной).
- 2004 — «Идеальный муж» по О. Уайльду (Театр Олега Табакова).
- 2004 — «Свободная любовь» по Л. Гершу..
- 2004 — «Случайное счастье милиционера Пешкина» по И. Лысову (Объединение «Дуэт»).
- 2005 — «Хомо эректус» по пьесе Ю. Полякова (Театр Сатиры).
- 2006 — «Ванна из лепестков роз» по пьесе В. Бочанова (Невский театральный центр, Санкт-Петербург).
- 2006 — «Апостол Павел» по пьесе И. Друце (Храм Христа Спасителя).
- 2006 — «Школа любви» по Г. Хиггинсу (Театр Российской Армии).
- 2007 — «Дама и её мужчины» по пьесе М. Кристофера (Объединение «Дуэт»).
- 2007 — «Казанова. Уроки любви» по Г. Крамскому («Арт Созвездие»).
- 2007 — «Любовный круг» по пьесе «Круг» Сомерсета Моэма в переводе Виталия Вульфа (Малый театр России).
- 2008 — «Распутник» по пьесе Э. Шмитта (Театр Сатиры).
- 2009 — «Идеальное убийство» по пьесе А. Житинкина (Театр Сатиры).
- 2010 — «Результат налицо» по пьесе К. Манье (продюсерская группа «ТЕАТР»).
- 2011 — «Всё с начала» по А. Ро (АРТ-ПАРТНЁР ХХI).
- 2012 — «Пиковая дама» по А. Пушкину (Малый театр).
- 2014 — «Маскарад» по пьесе М. Лермонтова (Малый театр).
- 2015 — «Роковое влечение» по пьесе А. Житинкина (Театр Сатиры).
- 2017 — «Людмила Гурченко живая» по М. Волохову.
- 2019 — «Бал воров» по пьесе Ж. Ануя, либретто А. Житинкина (Театр музыкальной комедии, Санкт-Петербург).
- 2020 — «Большая тройка (Ялта — 45)» по пьесе Л. Свенссона (Малый театр).
- 2021 — «Идиот», по роману Ф. Достоевского (Малый театр).
- 2023 — «Летят журавли», по пьесе В. Розова (Малый театр).
- 2024 — «Мой нежный зверь», по повести А. Чехова «Драма на охоте» (Малый театр).

## Работы в кино и на телевидении
Актёр
- 1982 — Берегите мужчин! — Молодой ученый
- 2000 — Салон красоты — Продюсер
- 2001 — Искушение Дирка Богарда — Лукино Висконти
- 2003 — Козлёнок в молоке — Чурменяев
- 2003 — С ног на голову — Житинкин
- 2004 — Время жестоких — Репетитор
- 2007 — Удачный обмен — Режиссёр

Режиссёр
- 2001 — Автор и ведущий программы «Актерское купе»
- 2004 — Игра в жмурики
- 2005 — Псих
- 2006 — Метеор
- 2007 — Удачный обмен
- 2008 — Любовный круг
- 2008 — Мой бедный Марат
- 2008 — Распутник
- 2010 — Признания авантюриста Феликса Круля
- 2010 — Идеальное убийство
- 2012 — Хомо эректус
- 2014 — Пиковая дама
- 2016 — Роковое влечение
- 2020 — Маскарад

## Литературные работы
- Житинкин А. А. 99. М.: Аква, 1998.
- Житинкин А. А. Плейбой московской сцены. М.: АСТ, Астрель. 2003.
- Житинкин А. А. Маленький роман из длиннот. М.: Дружба народов. 2014.
- Житинкин А. А. «Он ничего не боялся» в сборнике «Михаил Козаков „Ниоткуда с любовью“». М. АСТ, 2019.
- Житинкин А. А. «Мы познакомились почти случайно» в сборнике «Олег Табаков. Комплекс полноценности». М. АСТ, 2022.
- Житинкин А. А. «Приключения режиссёра» М: АСТ, 2022[6].
- Житинкин А. А. «Театральный НЕ роман» М.: Московская правда, 2023.

Пьесы: «Милый друг», «Школа любви», «Портрет D», «Лулу», «Идеальное убийство», «Пиковая дама», «Роковое влечение», «Если ты ловил кого-то вечером во ржи», «Посторонний», либретто «Бал воров», «Мой нежный зверь».

## Мнения и свидетельства
- Марина Райкина в книге «Москва закулисная-2», приводит запись рассказа Евгения Дворжецкого:

«Андрей Житинкин (по прозвищу „Житуха“). Был худенький мальчик-одуванчик. (…) Абсолютно правильный, наш домашний компьютер, который сидел на всех лекциях и всем потом давал списывать. Он вставал, когда мимо проходила женщина, что особенно умиляло старых педагогов. Не пил, не курил, не всё остальное. Никакой богемы. В этом смысле он был идиот: когда отрываться, как не в студенческие годы. Между прочим, он был очень смешной артист, смешно играл Робинзона в „Бесприданнице“. А на нашем дипломном спектакле „Сенсация“ с ним вышла дикая история. Его герой должен был идти на сцену через зал и по дороге со всеми здороваться — так, по мнению режиссёра Е. Симонова, нарабатывалось обаяние. И вот на одном спектакле он сунул руку какому-то мужику, а тот в ответ выставил „пушку“. Оказалось, что это был охранник Шеварднадзе, который решил, что на его шефа покушаются. С тех пор Житинкин старался иметь дело только с дамами. И вдруг шок — наш мальчик-одуванчик сделал спектакль „Жмурики“, где разговаривают только матом…
Об одуванистости режиссёра Андрея Житинкина, похоже, забыли даже его друзья. У него устойчивая репутация модного и скандального режиссёра. Модный — потому что много ставит (десять спектаклей идут только в столице). Скандальный — потому что ходит по лезвию ножа между разрешённым и запрещённым, потому что любит обнажённое тело в сценическом пространстве и остроту драматургии. Его клянут на каждом шагу, потому что завидуют. Завидуют, потому что не умеют так, как он. Один из немногих режиссёров, кто не притворяется в своей любви к артистам».